# Mathieuhof
Mathieuhof est une subdivision (localité de domicile dans le règlement grand ducal du 7 mars 2024) de la commune de Schieren. Elle se situe à environ 2,3km de la localité chef-lieu Schieren. Mathieuhof se situe du côté droit du chemin repris 346 lorsqu'on se dirige de Schieren vers Schrondweiler. Elle est également en face de Birkenhof.